# Dennis DeConcini

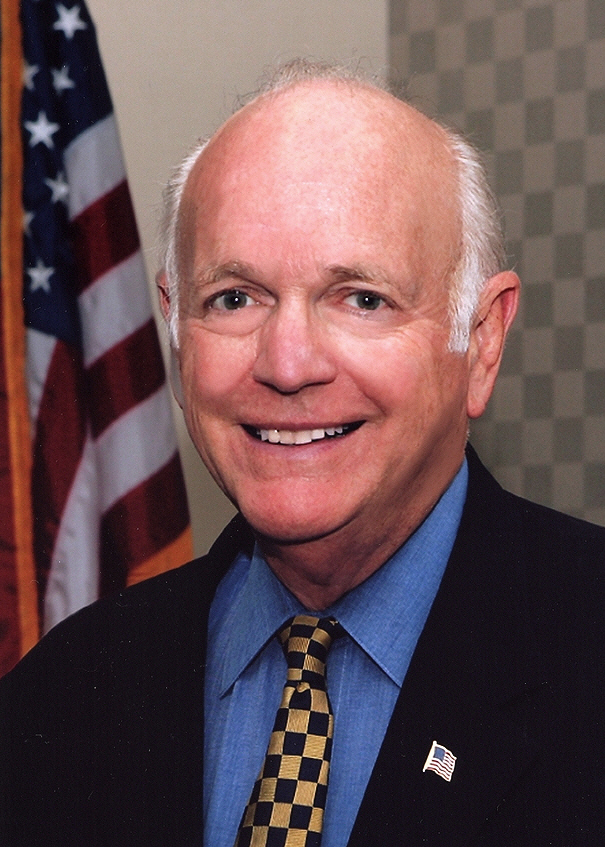
Dennis DeConcini

Dennis Webster DeConcini (* 8. Mai 1937 in Tucson, Arizona) ist ein ehemaliger US-amerikanischer Politiker der Demokratischen Partei. Von 1977 bis 1995 vertrat er Arizona im Senat der Vereinigten Staaten.

## Familie, Ausbildung und Beruf
Dennis DeConcinis Vater Evo Anton DeConcini war Richter am Obersten Gerichtshof (Supreme Court) Arizonas und von 1948 bis 1949 Attorney General des Bundesstaates. Auch der Sohn schlug eine juristische Laufbahn ein, nachdem er an der University of Arizona studiert und dort 1959 den Bachelorgrad und 1963 den Juris Doctor erworben hatte.
Von 1965 bis 1967 arbeitete er als Jurist im Stab des Gouverneurs von Arizona, ehe er seine eigene Anwaltskanzlei DeConcini, McDonald, Yetwin & Lacy mit Niederlassungen in Tucson, Phoenix und Washington, D.C. gründete. 1973 wurde DeConcini Staatsanwalt im Pima County. Diesen Posten behielt er bis 1976.

## Politische Laufbahn
Bei der Wahl 1976 wurde DeConcini für die Demokraten in den US-Senat gewählt. Er besiegte in der Vorwahl (Primary) den als konservativer eingeschätzten Kongressabgeordneten John Bertrand Conlan und in der Hauptwahl mit dem Republikaner Sam Steiger ebenfalls ein Mitglied des US-Repräsentantenhauses. DeConcini trat sein Senatsmandat am 3. Januar 1977 an. Bis zur Wahl 2018, bei der Kyrsten Sinema gewann, war dies die letzte Senatswahl ohne Mandatsinhaber in Arizona, bei der ein Demokrat gewann. 1982 und 1988 wurde er wiedergewählt.
Während seiner Zeit im Senat war DeConcini für eine Erweiterung der Torrijos-Carter-Verträge verantwortlich, die sich mit der Rückgabe der Panamakanalzone an Panama befassten. Die Ergänzung erlaubte es den Vereinigten Staaten, im äußersten Fall auch militärische Schritte zu unternehmen, um den Panamakanal wieder zu öffnen oder dessen Betrieb zu gewährleisten, falls sich diese Notwendigkeit ergeben sollte. DeConcini gehörte im Senat unter anderem dem Bewilligungs- und dem Justizausschuss an; ferner war er von 1993 bis 1995 Vorsitzender des Ausschusses für die Nachrichtendienste.
Bei der Wahl 1994 trat DeConcini nicht wieder an. Ein Grund war seine Verwicklung in die Savings-and-Loan-Krise, während der er zu den sogenannten Keating Five gezählt wurde. Dies waren fünf Senatoren, die im Jahr 1989 der Korruption verdächtigt wurden, unter ihnen neben DeConcini auch der zweite Senator aus Arizona, John McCain, sowie John Glenn aus Ohio. Sie wurden beschuldigt, in eine Untersuchung der Bundesbehörde FHLBB eingegriffen und damit dem späteren Zusammenbruch des Kreditinstituts Lincoln Savings Vorschub geleistet zu haben, wobei dessen Inhaber Charles Keating zuvor erhebliche Spenden an die fünf Senatoren geleistet hatte. Eine Ethik-Kommission des Senats stellte fest, dass DeConcini, Donald W. Riegle und Alan Cranston Einfluss auf die Untersuchung genommen hatten, während Glenn und McCain von den Vorwürfen freigesprochen wurden. Außer einem formellen Verweis gegen Cranston blieben Maßnahmen aus, weil der Ausschuss feststellte, dass DeConcini und die anderen Senatoren keine Regel des Senats gebrochen hatten. Ihr Verhalten sei jedoch „unangemessen“ gewesen. DeConcini erklärte hingegen, er werde im Interesse seiner Wählerschaft weiterhin „aggressiv“ gegenüber Bundesbehörden auftreten. DeConcini schied am 3. Januar 1995 aus dem Senat aus.

## Weiterer Lebenslauf
DeConcini wurde im Februar 1995 von US-Präsident Bill Clinton ins Leitungsgremium (Board of Directors) der Federal Home Loan Mortgage Corporation berufen, dem er bis Mai 1999 angehörte. 2006 ernannte ihn Arizonas Gouverneurin Janet Napolitano zum Mitglied im Board of Regents des Universitätssystems von Arizona. Zudem ist er nach wie vor als Anwalt in der von ihm gegründeten Kanzlei tätig.